# Club olympique pacéen (section rink hockey)
Pour les articles homonymes, voir COP.
Maillots
Actualités
Le Club Olympique Pacéen ou CO Pacé est un club omnisports français comprenant une section de rink hockey situé à Pacé. Il a été créé en 1992 par André Renaudin. Le club est présidé par Vincent Couvé en 2020 qui est également l'entraineur de l'équipe première. Après un titre de champion de Bretagne en 2010-2011, l'équipe devient championne de France de Nationale 3 à l'issue de la saison 2011-2012. Elle évolue depuis 2013 en Nationale 2, 2e échelon du rink hockey français. Durant la saison 2016-2017, le club accède à la Nationale 1. Le CO Pacé a aussi joué la coupe de France mais lors des quatre premières fois, l'équipe n'a jamais dépassé les 16e de finale.

## Infrastructure
L'équipe évolue dans la Émeraude du Complexe sportif Chasseboeuf de Pacé, situé au nord-ouest de Rennes. Le terrain d'une dimension de 40 m par 20 m est recouvert d'un parquet, au tour duquel 300 places sont disponibles.

## Parcours
En 2016, l'équipe première de Pacé atteint pour la première fois le plus haut-niveau français, en accomplissant ainsi l'objectif de la saison précédente. L'équipe remporte son premier match en Nationale 1 contre Mérignac. 
En 2019, l'équipe qui évolue en Nationale 2 fait une bonne première moitié de saison, mais sa fin de saison ne lui permet pas d’accéder à la Nationale 1. La saison suivante, l'équipe joue toujours le haut du classement après un bon début de championnat lui ayant permis d'être en tête. Bien qu'ayant dans ses effectifs Adrien Podevin un « redoutable attaquant » selon ses adversaires, le club termine à la troisième place de Nationale 2 ce qui ne lui permet pas de revenir en Nationale 1 en raison de trois défaites lors des trois dernières rencontres du championnat.
En 2020 et en 2021, afin de promouvoir la pratique de la discipline, le club organise une journée découverte en partenariat avec une grande surface. Pour le début de la saison 2020, les normes sanitaires autorisent 150 spectateurs dans la salle Émeraude. 